# Blabinotus
Blabinotus is een kevergeslacht uit de familie van de boktorren (Cerambycidae). De wetenschappelijke naam van het geslacht werd voor het eerst geldig gepubliceerd in 1854 door Wollaston.

## Soorten
Blabinotus is monotypisch en omvat slechts de volgende soort:
- Blabinotus spinicollis Wollaston, 1854